# ウィリアム・P・C・バートン

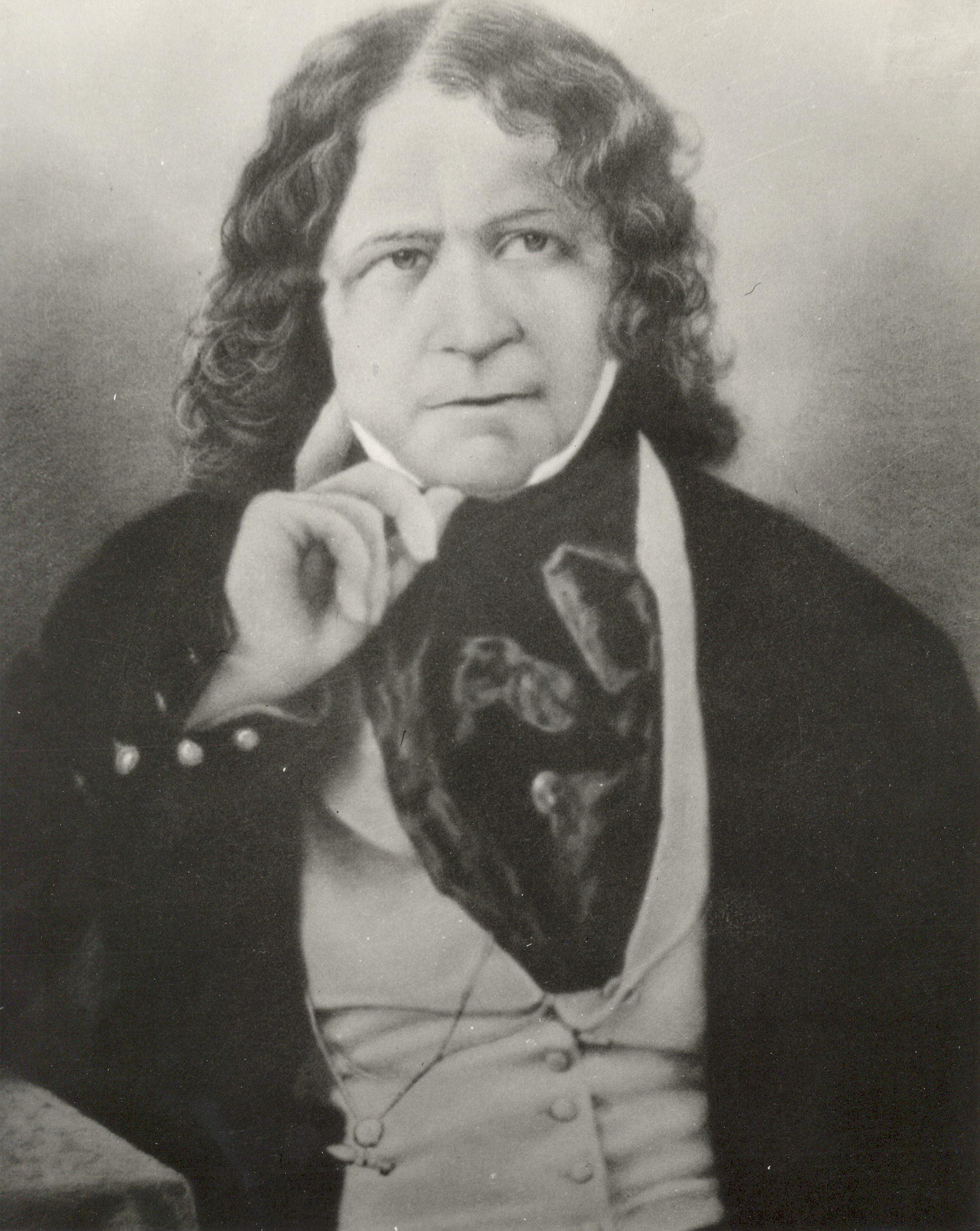
ウィリアム・P・C・バートン

ウィリアム・P・C・バートン（William Paul Crillon Barton、1786年11月17日 - 1856年3月3日） は、アメリカ合衆国の軍医、植物学者である。

## 略歴
フィラデルフィアに生まれた。父親は法律家で、アメリカ合衆国の国璽（グレートシール）をデザインした人物で、伯父のベンジャミン・スミス・バートンは著名な植物学者で、アメリカ哲学協会の副会長を務めた人物である。プリンストン大学で伝統的な古典の教育を受けた。大学で有名な人物の名を、ミドルネームにつけることが行われ、バートンはフランス共和国軍と戦ったスペインの軍人Paul Crillonの名を選び、その後もウィリアム・P・C・バートンと名乗った.。1805年にペンシルベニア医学校で伯父のベンジャミン・スミス・バートンのもとで医学を学び、伯父の影響で、植物学への興味を持った。亜硝酸ガスの神経医療への研究を1808年に発表し、医学の学位を得た。
23歳で合衆国海軍での軍医の道を選び、壊血病の予防のためにビタミンCの重要性が知られるようになる前に艦船にレモンやライムを載せることを薦め、海軍大臣に直接働きかけたことで、同僚の怒りを買った。1811年に海軍病院の設置する法律が成立すると、海軍大臣のハミルトンは病院運営規則の作成をバートンに依頼した。当時船内の設備は劣悪であり、また恒常的な海軍病院もなく、海軍工廠に仮設の設備があるだけであった。バートンは医師、職員の陣容、資格などに関する草案を起草し、海軍は議会に提出した。海軍への女性看護士を雇用の推進も行った
。その後も海軍医療の管理の分野で働いた。1815年に伯父の死の後をついで、ペンシルベニア大学で植物学の教授となり、ペンシルベニア医学校でも薬用植物の講義を行った。1828年から1年間、ジェファーソン医科大学の学部長を務めた。リンネ協会の会長、アメリカ哲学協会の会員など多くの学会の会員を務めた。
弟のジョン・レア・バートン（John Rhea Barton、1796年-1871年）は、バートン鉗子の発明など外科医として業績をあげた人物である

## 著作

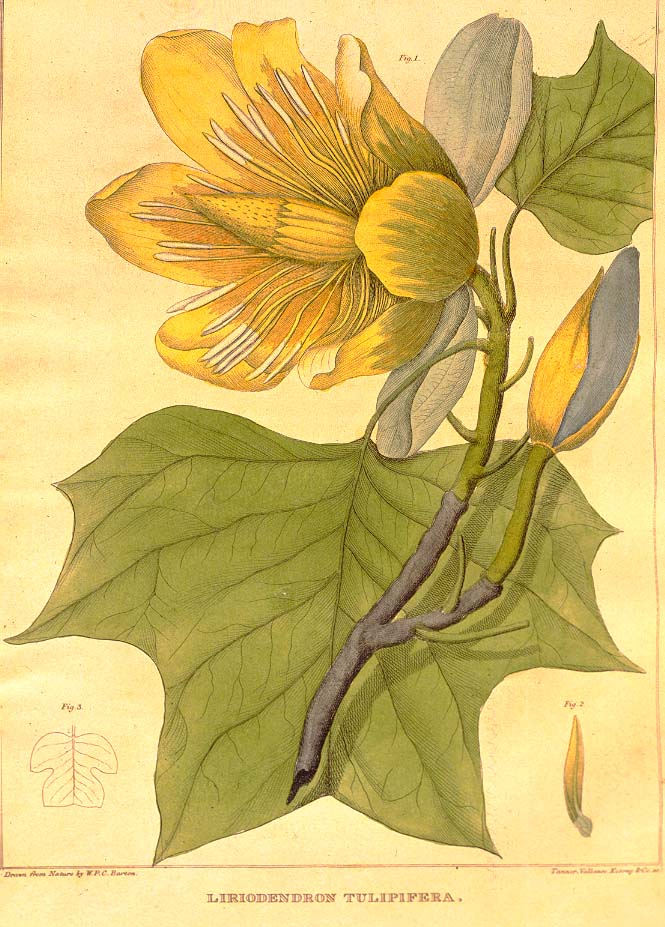
バートンの植物画
ユリノキ

- A Dissertation on Chymical Properties and Exhilarating Effects of Nitrous Oxide Gas and Its Application to Pneumatick Medicine  Philadelphia:  Lorenzo Pres, 1808: xiii–v.
- A Treatise Containing a Plan for the Internal Organization and Government of Marine Hospitals in the United States: Together with A Scheme for Amending and Systematizing the Medical Department of the United States Navy  1st ed. Philadelphia; Privately printed, 1814.
- Vegetable Materia Medica of the United States (1817)
- Compedium Florae Philadelphicae (1818)
- A Flora of North America (1821)
- Hints for Medical Officers Cruising in the West Indies (1830)
- A Polemical Remonstrance Against the Project of Creating the New Office of Surgeon General in the Navy of the United States (1838)